# Peter Maurin
Peter Maurin (eigentlich Aristide Pierre Maurin) (* 9. Mai 1877 in Oultet im Languedoc, Südfrankreich; † 15. Mai 1949 in New York) war zusammen mit Dorothy Day der Gründer der Catholic Worker Bewegung.

## Leben

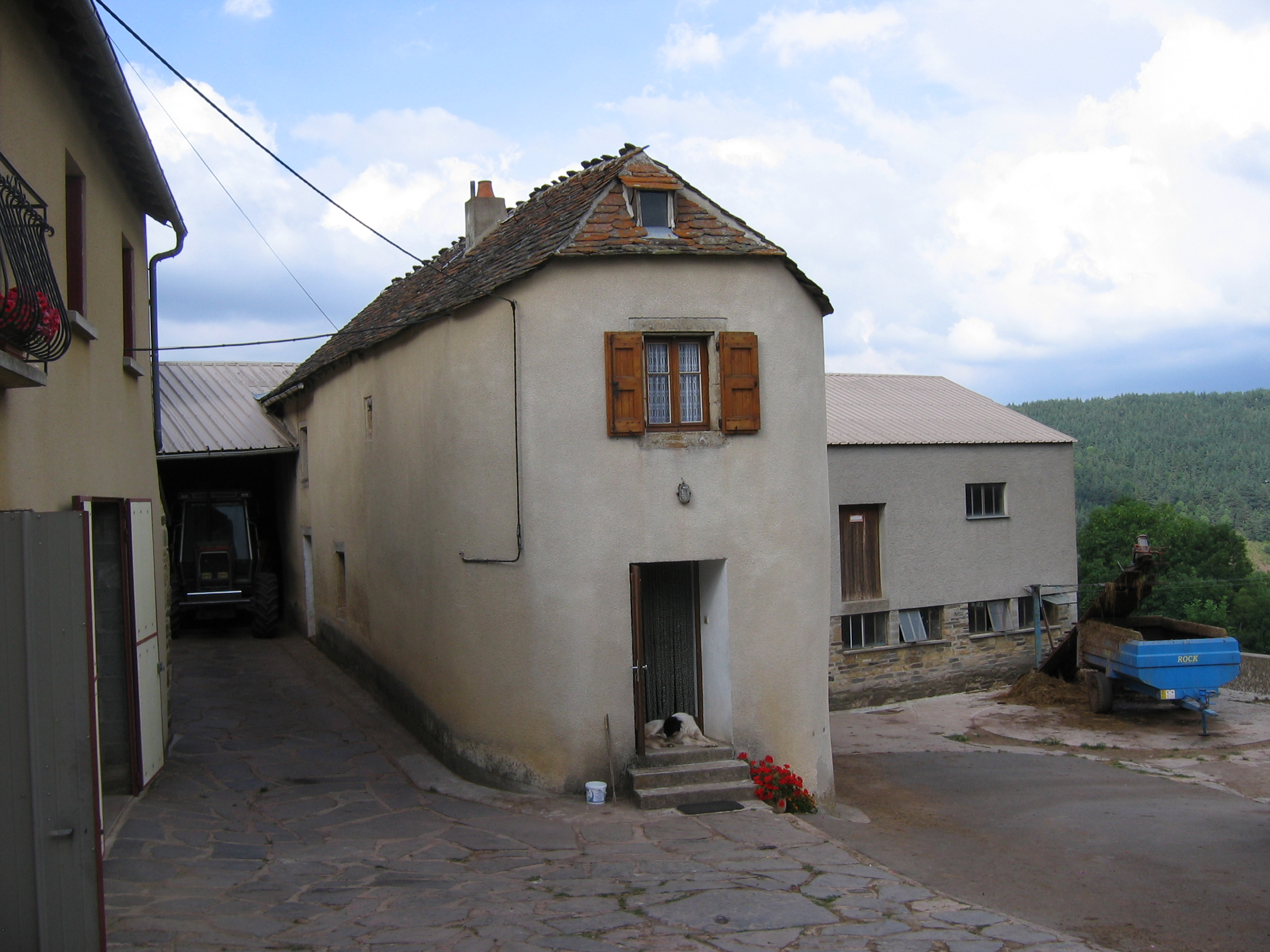
Geburtshaus Peter Maurins in Oultet (Lozère)

Er wuchs in einer armen Bauernfamilie in Südfrankreich auf, als erstes von 24 Kindern aus zwei Ehen. Mit 16 trat er dem Lehrorden der Brüder der christlichen Schulen bei, der Schwergewicht auf einen einfachen Lebensstil, Frömmigkeit und Dienst an den Armen legte.
Die Absolvierung des Militärdienstes 1898/99 unterbrach Maurins Gemeinschaftsleben. In dieser Zeit wurden ihm die Spannungen zwischen religiösen und politischen Loyalitäten bewusst. 1903 verließ er den Orden und wurde Mitglied der von Marc Sangnier gegründeten linken katholischen Laienbewegung Le Sillon, die Kooperativen und Gewerkschaften unterstützte.
1909 emigrierte er nach Kanada. Es folgten Jahre als Wanderarbeiter, zunächst in Kanada, dann in den Vereinigten Staaten. Trotz dieser von harter Arbeit geprägten asketischen Lebensweise fand Maurin Zeit, in öffentlichen Bibliotheken theologische und soziale Werke zu lesen und langsam seine Theorien zu einer Umgestaltung der Gesellschaft zu entwickeln. Vor allem beeinflussten ihn die Denker des französischen Personalismus und ihnen verwandte Autoren (Emmanuel Mounier, Jacques Maritain) sowie der russische Anarchist Peter Kropotkin.
1932 traf Maurin in New York auf die katholische Konvertitin Dorothy Day, die als Journalistin zuvor für sozialistische und kommunistische Zeitungen geschrieben hatte und nach einem Weg suchte, ihre radikalen sozialen und politischen Überzeugungen innerhalb der katholischen Kirche zu leben. Gemeinsam gründeten sie zunächst die Zeitung The Catholic Worker, aus der eine Laienbewegung hervorging, die begann, Maurins Programm einer sozialen Umgestaltung in die Praxis umzusetzen: Häuser der Gastfreundschaft und Farmkommunen entstanden.
Bis zu seinem Tod 1949 lebte Maurin in Häusern und Farmen der Catholic-Worker-Bewegung. Er reiste viel, um Vorträge über das Programm der „grünen Revolution“ zu halten; die „Easy Essays“ wurden in mehreren Ausgaben und Auflagen in Buchform veröffentlicht. Über seinen Tod wurde in der New York Times und in der Vatikan-Zeitung L’Osservatore Romano berichtet. Das Time Magazine hielt fest, dass Peter Maurin in einem abgelegten Anzug und in einem geschenkten Grab beigesetzt wurde, ein angemessenes Arrangement für einen Mann, der "in keinem eigenen Bett geschlafen und nur Anzüge getragen hat, die ihm jemand geschenkt hatte".

## Grüne Revolution
Das Vorbild für seine Grüne Revolution sah Peter Maurin in der Geschichte bei den iro-schottischen Wandermönchen des Frühmittelalters verwirklicht, die in der Zeit des Untergangs des römischen Reichs Kultur und christliche Werte durch ein Drei-Punkte-Programm bewahrt hätten:
1. durch „Häuser der Gastfreundschaft“, in denen die Werke der Barmherzigkeit ausgeübt wurden,
2. durch landwirtschaftlich geprägte Gemeinschaften (die er „Farmkommunen“ oder „agronomische Universitäten“ nannte), sowie
3. durch öffentlich geführte Diskussionsrunden zur „Klärung der Gedanken“ zu allen sozial und religiös bedeutsamen Themen. Diese Gedanken verbreitete Maurin durch seine „Easy Essays“ – prägnante gedichtartige Texte, die er auf Straßen und Plätzen vortrug.

## Werke

### Easy Essays
- Peter Maurin: Catholic radicalism – phrased essays for the green revolution. Mit Zeichnungen von Ed Willock. New York, Catholic Worker Books.